# 주세페 디 스테파노

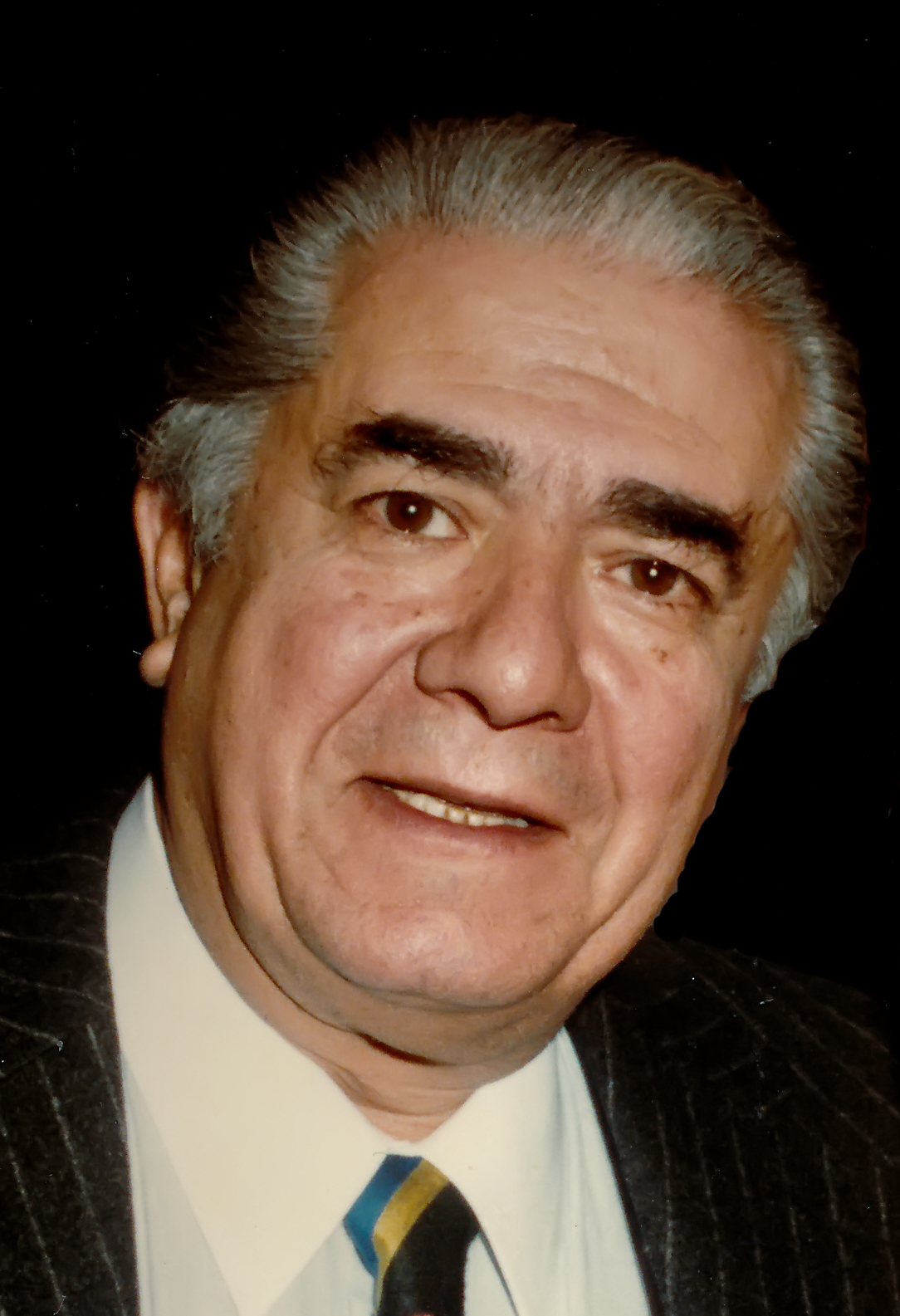
주세페 디 스테파노 편집하기 (1983).

주세페 디 스테파노(이탈리아어: Giuseppe Di Stefano, 1921년 7월 24일 ~ 2008년 3월 3일)는 이탈리아의 테너 가수다.
시칠리아섬에서 출생하여, 유명한 성악가인 몬테산토에게서 성악을 배웠다. 1946년 처음으로 <마농>의 데 그리에 역으로 오페라에 출연하였다. 1948년 메트로폴리탄 가극장에서 <리골레토>의 만토바 공작 역할로 세계적으로 이름을 떨쳤다. <토스카>를 비롯하여 많은 오페라에 출연하였으며, 1967년과 1974년 두 차례 한국에 다녀갔다. 라 스칼라 극장을 비롯하여 이탈리아 각지 및 국립 가극장 등에서 활약하였다.